# Campionati mondiali di ginnastica artistica 2013 - Trave
È La prima volta nella storia che due Italiane sono in finale alla trave. Aliya Mustafina, Kyla Ross e Simone Biles, fanno ricorso, ma solo quello delle due Americane viene accettato, e i loro punteggi si alzano rispettivamente di 0,100 e 0,200. 

## Qualificazioni
| Pos. | Ginnasta             | Totale | Qual. |
| ---- | -------------------- | ------ | ----- |
| 1    | Larisa Iordache      | 15.266 | Q     |
| 2    | Shang Chunsong       | 14.866 | Q     |
| 3    | Kyla Ross            | 14.566 | Q     |
| 4    | Anna Rodionova       | 14.466 | Q     |
| 5    | Simone Biles         | 14.400 | Q     |
| 6    | Vanessa Ferrari      | 14.216 | Q     |
| 7    | Carlotta Ferlito     | 14.216 | Q     |
| 8    | Aliya Mustafina      | 14.133 | Q     |
| 9    | Yao Jinnan           | 14.100 | R1    |
| 10   | Krystyna Sankova     | 14.000 | R2    |
| 11   | Francesca Deagostini | 13.908 | —     |
| 12   | Zeng Siqi            | 13.900 | —     |
| 13   | Daniele Hypólito     | 13.866 | R3    |

## Risultati
| Pos.    | Ginnasta         | Nazione     | Punteggio di partenza | Punteggio della giuria | Penalità | Totale |
| ------- | ---------------- | ----------- | --------------------- | ---------------------- | -------- | ------ |
| Oro     | Aliya Mustafina  | Russia      | 6,000                 | 8,900                  | -        | 14,900 |
| Argento | Kyla Ross        | Stati Uniti | 6,000                 | 8,833                  | -        | 14,833 |
| Bronzo  | Simone Biles     | Stati Uniti | 6,100                 | 8,233                  | -        | 14,333 |
| 4       | Vanessa Ferrari  | Italia      | 5,700                 | 8,600                  | -        | 14,300 |
| 5       | Carlotta Ferlito | Italia      | 5.900                 | 8,383                  | -        | 14,283 |
| 6       | Shang Chunsong   | Cina        | 6,200                 | 7,933                  | -        | 14,133 |
| 7       | Larisa Iordache  | Romania     | 6,300                 | 7,633                  | -        | 13,933 |
| 8       | Anna Rodionova   | Russia      | 5,700                 | 7,400                  | -        | 13,100 |